# Pseudepectasis bispinosa
Pseudepectasis bispinosa là một loài bọ cánh cứng trong họ Cerambycidae.